# Maurice Black (Politiker, 1915)

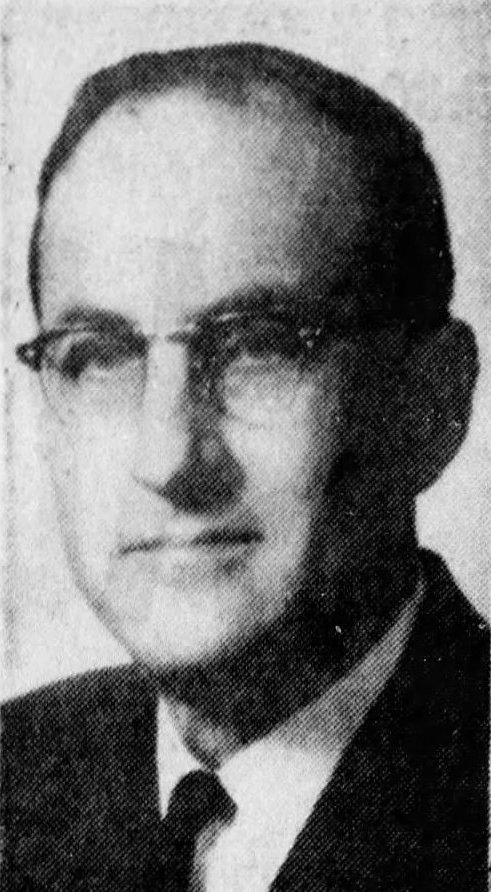
Maurice Black, etwa 1962

Maurice Rudolph Black (* 18. Oktober 1915 in Madison County, Mississippi; † 16. September 2000 in Flora, Mississippi) war ein US-amerikanischer Politiker aus Mississippi. Black war von 1948 bis 1964 Abgeordneter im Repräsentantenhaus von Mississippi.

## Leben
Black wurde am 18. Oktober 1915 in Madison County, Mississippi geboren. Er schloss 1935 das Hinds Junior College ab und besuchte anschließend das Millsaps College. 1938 schloss er sein Jurastudium an der Jackson School of Law ab. 1947 wurde er in das Repräsentantenhaus von Mississippi gewählt und trat 1948 sein Amt an. Dieses Amt bekleidete er bis 1964. 1969 wurde er zum stellvertretenden Attorney General  ernannt. Er trat sein Amt 1977 zurück.
Black starb am 16. September 2000 in seinem Haus in Flora, Mississippi an den Folgen seiner Parkinson-Krankheit.